# Alberto I. della Scala

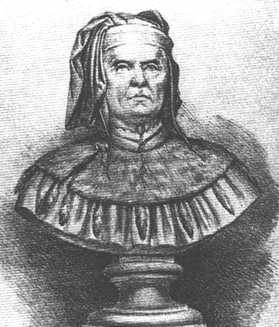
Alberto I. della Scala

Alberto I. della Scala († 3. September 1301 in Verona) war Herr von Verona. Zwischen 1277 und 1301 war er der erste Herrscher aus der Signoria der Scaliger, die er in seiner Regierungszeit begründete.

## Leben

### Anfangsjahre
Alberto war der zweitgeborene Sohn von Iacopino della Scala. Sein Geburtsdatum ist nicht überliefert. Da er 1263 bereits mit Verde di Salizzole verheiratet war, dürfte er spätestens um 1245 geboren sein.
Er begann seine politische Karriere im Schatten seines älteren Bruders Mastino. Bereits 1261 trat er als einer der Vertreter der Stadt bei der Übergabe der Burg in Gazzo Veronese auf. 1270 übernahm er von Mastino das Amt des Podestà der Kaufleute, das er über 30 Jahre lang bis 1286 innehatte. Der Verzicht seines Bruders auf das Amt und die Übernahme durch Alberto weist auf eine Form der Machtteilung zwischen beiden hin.
1272 trug Alberto wesentlich zum friedlichen Ausgleich mit der rivalisierenden Nachbarstadt Mantua und zum Aufstieg der Signoria der Bonacolsi in der Stadt am Mincio bei. Das daraus entstandene Bündnis mit Mantua war nicht nur von entscheidender Bedeutung für die Sicherheit Veronas, sondern auch einer der Grundsteine für den Aufstieg der Scaliger selbst. Gefestigt wurde es zunächst mit der im gleichen Jahr erfolgten Ernennung Albertos zum Podestà von Mantua.
1276 führte er den Feldzug gegen die in Sirmione ansässige Häretikerbewegung der Katharer an, die sein Bruder im Ausgleichsversuch mit den Guelfen auf Wunsch des Bischofs von Verona durchführte. Die dabei von Mastino zunächst am Leben gelassenen Gefangenen, wurden später unter der Regentschaft von Alberto della Scala in der Arena von Verona auf dem Scheiterhaufen verbrannt. Die Zusammenarbeit der beiden Brüder geht auch aus dem im gleichen Jahr von beiden unterzeichneten Vertrag mit Meinhard II. von Tirol hervor.
Nach der Ermordung Mastinos am 26. Oktober 1277 durch vermeintliche Verschwörer, kehrte Alberto in aller Eile aus Mantua zurück und ging radikal gegen die Gegner der Scaliger vor. Innerhalb einer Woche wurden die angeblichen Verschwörer je nach sozialer Stellung enthauptet oder in der Etsch ertränkt und ihre Häuser dem Erdboden gleichgemacht. Mit dem harten Vorgehen schüchterte er die Widersacher der Scaliger so ein, dass sie auch in Zukunft nur in sehr wenigen Fällen gegen die Familie della Scala aufbegehrten oder konspirierten.

### Signoria

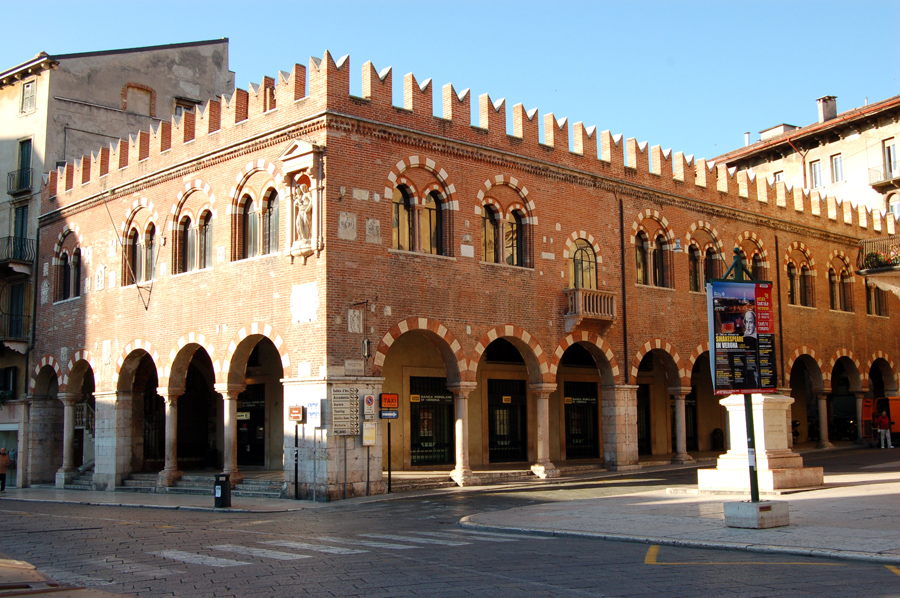
Das unter Alberto I. della Scala errichtete Domus Mercatorum an der Piazza delle Erbe in Verona

Sein Vorgehen wurde nicht nur von seinen Anhängern begrüßt, sondern fand auch die Unterstützung aus Teilen der Bevölkerung und der kommunalen Institutionen. Unterstützt wurde er von der einflussreichen Gilde, der er vorstand sowie vom Podestà der Stadt, einem aus der Familie der Bonaccolsi, die den Aufstieg als Herrn von Mantua vor allem Alberto della Scala zu verdanken hatten und einen Machtwechsel in Verona fürchteten.
Bereits am 27. Oktober wurde er bei einer öffentlichen Versammlung auf der Piazza delle Erbe auf Lebzeiten zum Capitano del Popolo und Rektor der Gastalden gewählt. Um seine Position zu stärken, wurden ihm weitere autoritäre Zugeständnisse gemacht. So sollten seine Entscheidungen auch ohne Zustimmung der anderen kommunalen Institutionen als bindend betrachtet werden, sogar dann wenn sie im Widerspruch zu den bestehenden Statuten und Gesetzen standen und letztere in einem solchen Fall automatisch aufgehoben werden. Die Übernahme der Ämter und die ihm gemachten Zugeständnisse, beruhten vor allem auf das in ihn gelegte Vertrauen, den von seinem ermordeten Bruder Mastino eingeschlagenen Weg fortzusetzen, mit dem er die nach der Herrschaft des Ezzelinos III. da Romano wieder zu neuer Unabhängigkeit geführt hatte.
Die neuen Befugnisse ausnutzend machte er sich in seiner Regierungszeit geschickt und relativ unauffällig daran, die Statuten der Kommune zu seinen Gunsten umzugestalten und die vollständige Kontrolle auf das politische, administrative Leben der Stadt zu übernehmen. Durch großzügige Geschenke, Feste und Feierlichkeiten sicherte er sich die Unterstützung der Bevölkerung zu. Auch innerhalb der Familie della Scala war seine Position unangefochten. Dass er in der eigenen Familie keine Widersacher hatte und dort sogar Rückhalt fand, war einer der mit entscheidenden Gründe für die Konsolidierung seiner Stellung und der der ganzen Familie zu Beginn ihrer Signoria. 1293 ließ er seinen erstgeborenen Sohn Bartolomeo della Scala zum Capitano del Popolo wählen und sicherte damit die Nachfolge ab. Zugleich stellte er ihm den  zweitältesten Sohn Alboino zur Seite,  während der jüngste Sohn Francesco, bekannt als Cangrande I. della Scala, Alboino zur Seite gestellt wurde.
Zum äußeren Glanz seiner Herrschaft trug auch seine rege Bautätigkeit bei. So spendete er großzügig für den Bau neuer Kirchen, wie Sant’Anastasia,  erneuerte die Stadtmauern und die durch ein Etschhochwasser zerstörte Ponte Pietra. Bautätigkeit, die später Cangrande I. della Scala fortsetzen sollte. Seine Aufmerksamkeit galt dabei insbesondere der Förderung des Handels, insbesondere des für Verona wichtigen Wollhandels. In diesem Sinne sind auch die Grundsteinlegungen der Casa delle Garzarie (1299) und des Domus Mercatorum an der Piazza delle Erbe (1301) zu sehen.
Durch prestigeträchtige Heiraten seiner ältesten Kinder Bartolomeo, Alboino und Costanze, die mit einer Urenkelin Friedrich II., mit einer Tochter Matteo I. Visconti und einem Este verheiratet wurden, festigte er außerdem das Ansehen der Familie über Verona hinaus. Dahinter kann aber auch der offensichtliche Versuch verstanden werden, durch Heiratspolitik den angestrebten Adelstitel für die della Scala zu erlangen. In den 1290er Jahren wurde zum ersten Mal von einem Hof der Scaliger gesprochen, dem insbesondere Ritter und Adelige befreundeter ghibellinischer Familien neben den traditionell mit den Scaliger verbundenen Notaren, Richtern und Kaufleuten aus Verona angehörten.
Während seiner Regentschaft gelang es ihm, die kirchlichen Institutionen der Stadt unter seinem Einflussbereich zu bringen, in dem er Familienmitglieder oder Mitglieder ihm freundlich gesinnter Familien beispielsweise im Domkapitel als Kanoniker platzierte, darunter seinen Sohn Bartolomeo. Ein besonderes Augenmerk richtete er auf einige reiche städtische Abteien wie San Giorgio in Braida und San Zeno. Als Beginn der kirchlichen Vetternwirtschaft der Scaliger kann die Einsetzung seines unehelichen Sohnes Giuseppe della Scala als Abt von San Zeno angesehen werden, dessen Amt Dante Alighieri im 17. Gesang, Vers 121 des Purgatorio seiner Göttlichen Komödie streng verurteilte. Mit der Kontrolle der Abteien kontrollierte er auch deren Vermögen und konnte so das bis dahin eher bescheidene Familienvermögen der Della Scala vergrößern, zu dem aber auch seine Heirat mit Verde di Salizzole einen nicht unwesentlichen Beitrag geleistet hatte.
Außenpolitisch war Alberto della Scala in eine Reihe von Konflikten mit guelfischen Nachbarn verwickelt. Zwischen 1278 und 1283 stand er mehrmals im Krieg mit Brescia, dem Fürstbistum Trient sowie mit Padua. Insbesondere die Rivalitäten mit dem expandierenden Padua, die später immer wieder in offenen Konflikten ausbrachen, sollte eine der außenpolitischen Konstanten der Signoria der Scaliger sein. Zu seinen Verbündeten zählten neben den Bonacolsi aus Mantua, die Castelbarco aus dem Vallagarina sowie Meinhard II. von Tirol, der mit dem Fürstbischof von Trient Heinrich II. im Streit lag. 1287 nahmen seine Truppen an einem Feldzug gegen Modena teil und zwei Jahre später mit den Verbündeten aus Mantua und den Ghibellinen da Sesso gegen deren Heimatstadt Reggio Emilia. 1291 vermittelte er erfolgreich im Streit zwischen Mantua und den Este, was auch ein Ergebnis seiner bis dahin erreichten Autorität und seines Prestiges war.
1294 verbündete er sich mit dem guelfischen Padua gegen Ferrara, nachdem der neue Herrscher von Ferrara Azzo VIII. d’Este seine Stiefmutter und zugleich Tochter von Alberto nach dem Tode ihres Mannes Obizzo II. d’Este vertrieben hatte. Der kurze aber erfolgreiche Feldzug brachte vor allem für Padua konkrete Vorteile. Zwischen 1297 und 1299 war er in Nachfolgestreitigkeiten seiner Verbündeten der Castelbarco im Trentino und der Bonacolsi in Mantua verwickelt. Um den Status quo zu wahren, beauftragte er seinen Sohn Bartolomeo in beiden Angelegenheiten militärisch vorzugehen, dem Bartolomeo erfolgreich nachkam. 1299 vermittelte er zugunsten der Rückkehr der ghibellinischen Familie der Lambertazzi nach Bologna.
Eine bedeutende militärische Reform unter der Signoria von Alberto I. della Scala betraf die Umwandlung des Heeres in ein Freiwilligen-Heer. Stellten vorher die Zünfte die Soldaten, setzten sich die Truppen von Alberto vor allem aus Söldner zusammen.
Alberto I. della Scala starb eines natürlichen Todes am 3. September 1301. Er fand seine letzte Ruhestätte auf dem Familienfriedhof der Scaliger neben der Kirche Santa Maria Antica in Verona.